# Cixius guttulata
Cixius guttulata är en insektsart som beskrevs av Walley 1932. Cixius guttulata ingår i släktet Cixius och familjen kilstritar. Inga underarter finns listade i Catalogue of Life.